# Trójmiejski Park Krajobrazowy
Trójmiejski Park Krajobrazowy (česky lze přeložit jako Trojměstský krajinný park nebo Trojměstská chráněná krajinná oblast, kašubsky Trzëmiejsczi Park Krajòbrazny) je krajinný park, který se nachází v Trojměstí nedaleko pobřeží Gdaňského zálivu Baltského moře v Pomořském vojvodství v Polsku. Park je rozdělen gdyňskými čtvrtěmi Dąbrowa, Wielki Kack, Karwiny, Mały Kack a Orłowo na menší jižní část a větší severní část. Jižní část parku se nachází přibližně východně od měst Gdaňsk a Sopoty a severní část východně od měst Gdyně a Rumia a jižně od měst Reda a Wejherowo.
Na západě leží krajinný park v Kašubském pojezeří (Pojezierze Kaszubskie). Největším vodním tokem Trojměstského krajinného parku je řeka Kacza, která patří do severní části parku. Geomorfologie parku je dána zaniklými ledovci z doby ledové. Nejčetnějším druhem stromů v parku jsou borovice lesní a listnaté stromy. Vyskytují se zde také chráněné a endemitní rostliny. Park byl založen dne 3. května 1979.

## Další informace
Chráněnou krajinnou oblastí vede několik značených turistických stezek a cyklostezek. CHKO je oázou klidu v kontrastu s rušnou polskou riviérou.
Přes části CHKO vede také rychlostní silnice S6 a železniční trať.

## Galerie

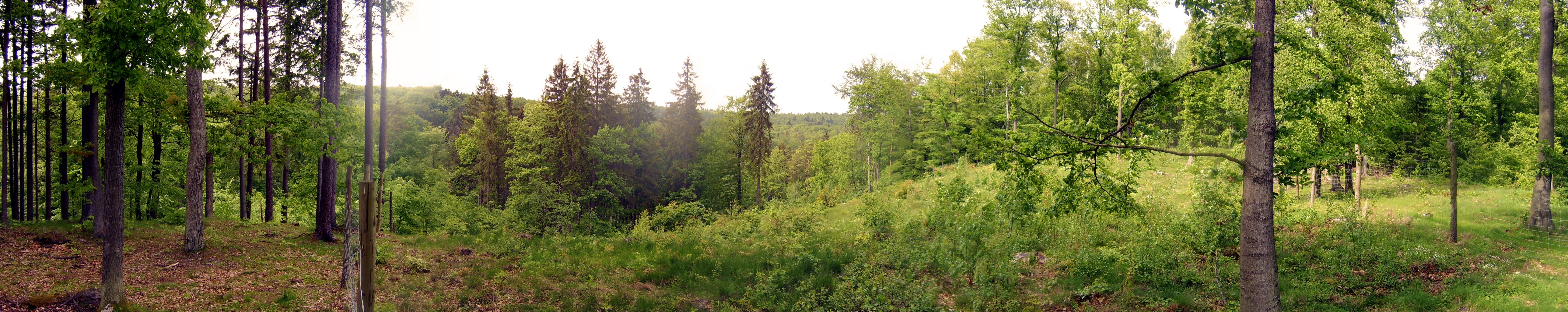
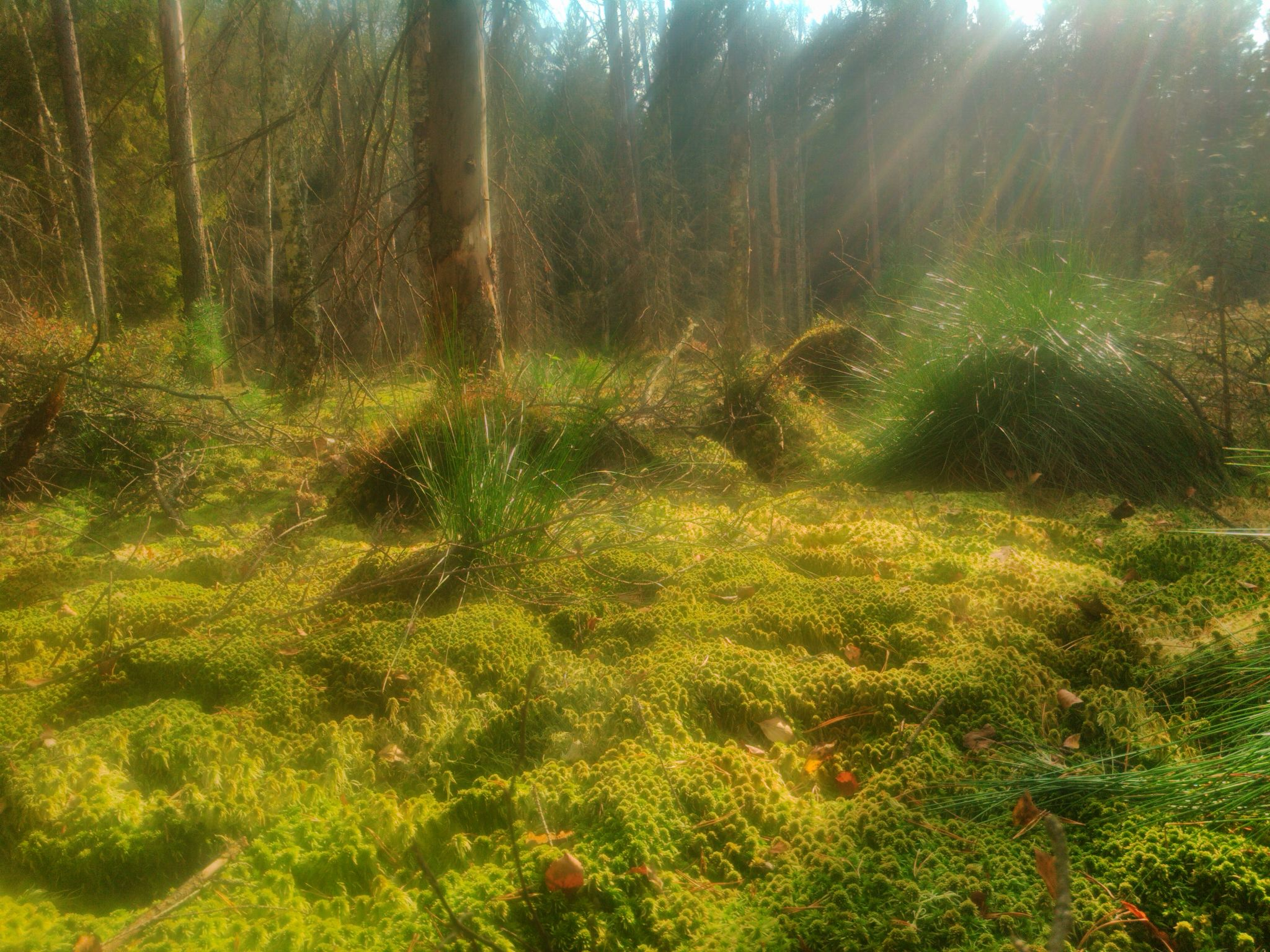
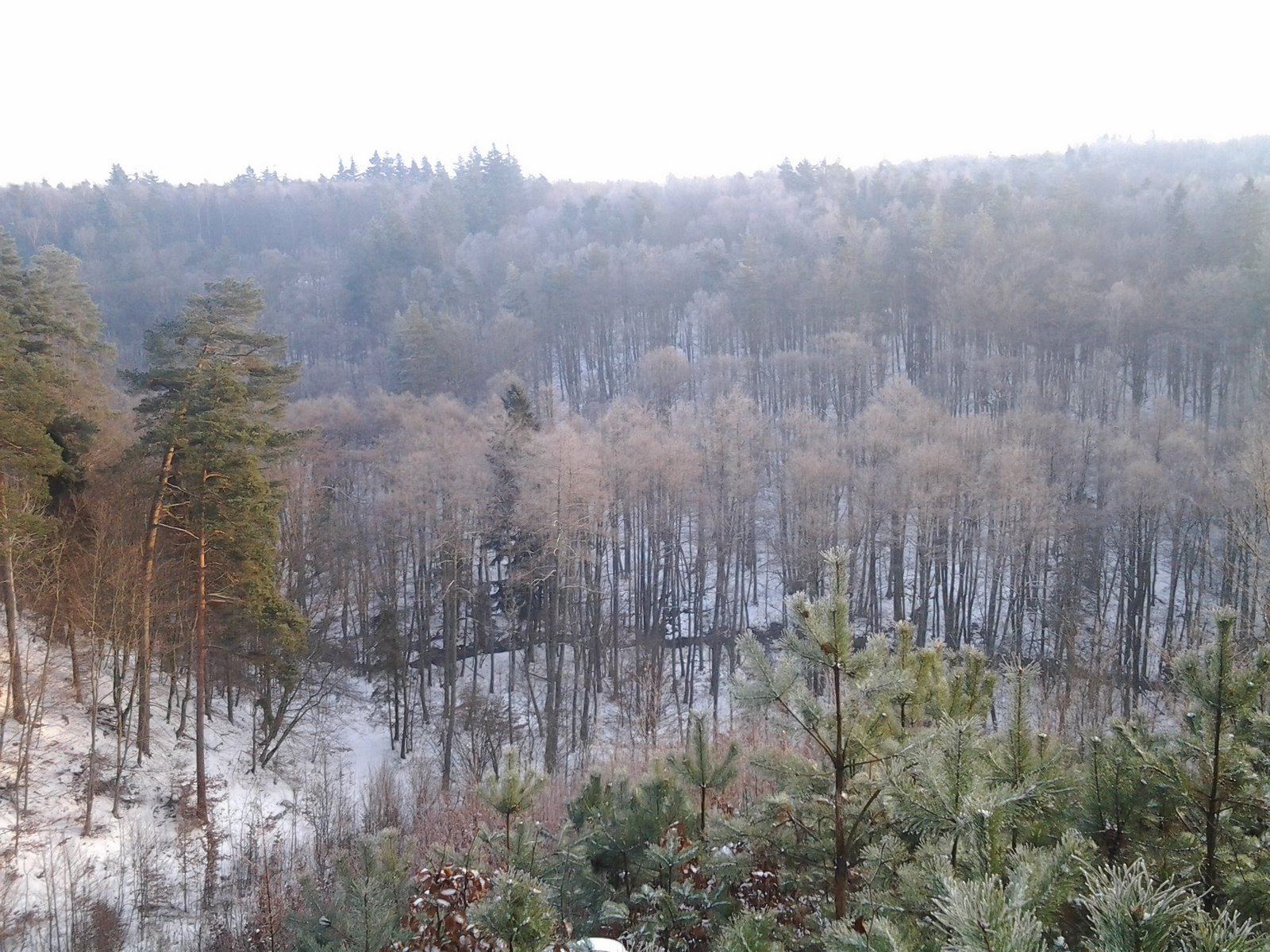
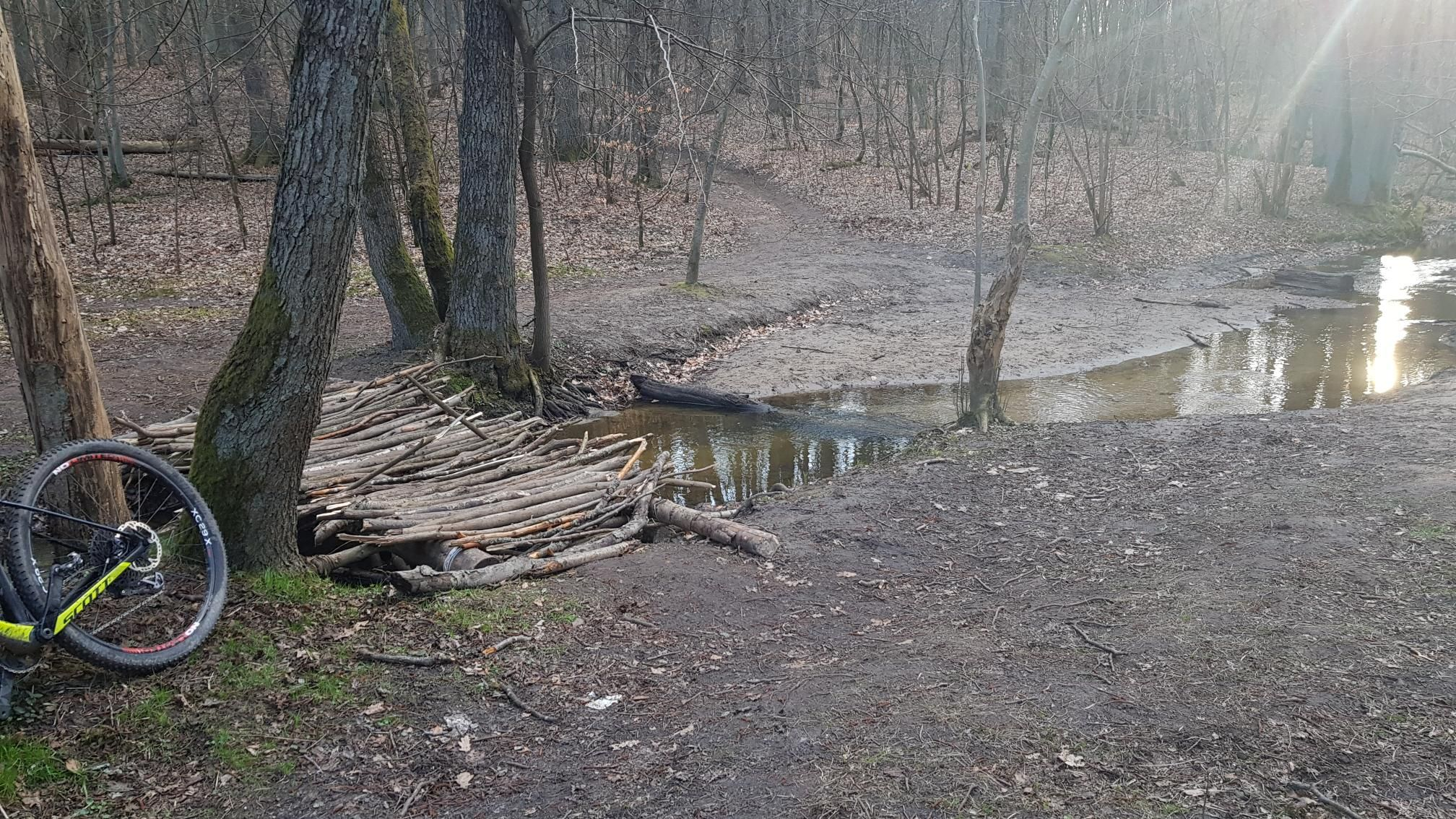
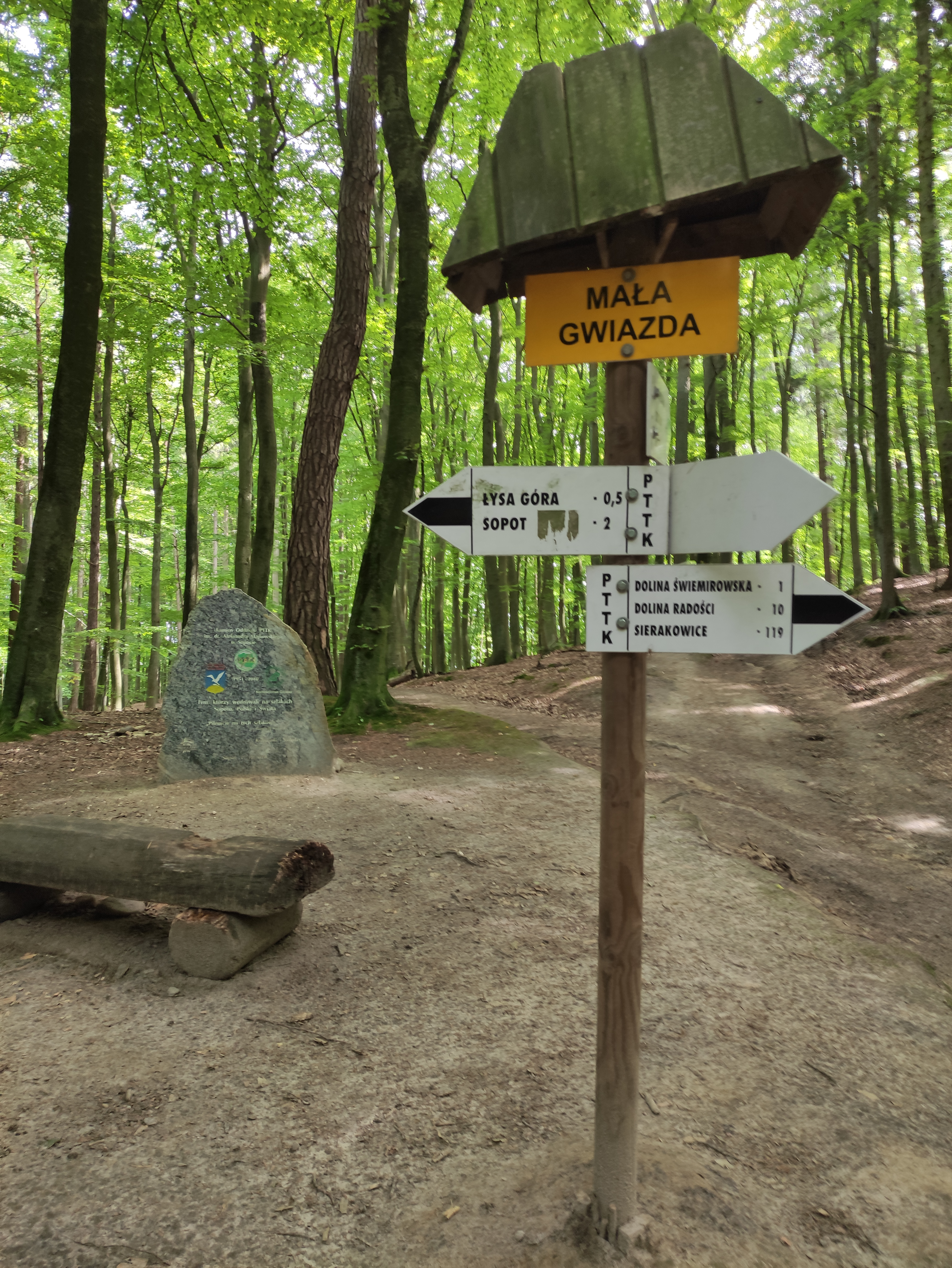